# Péter Magyar

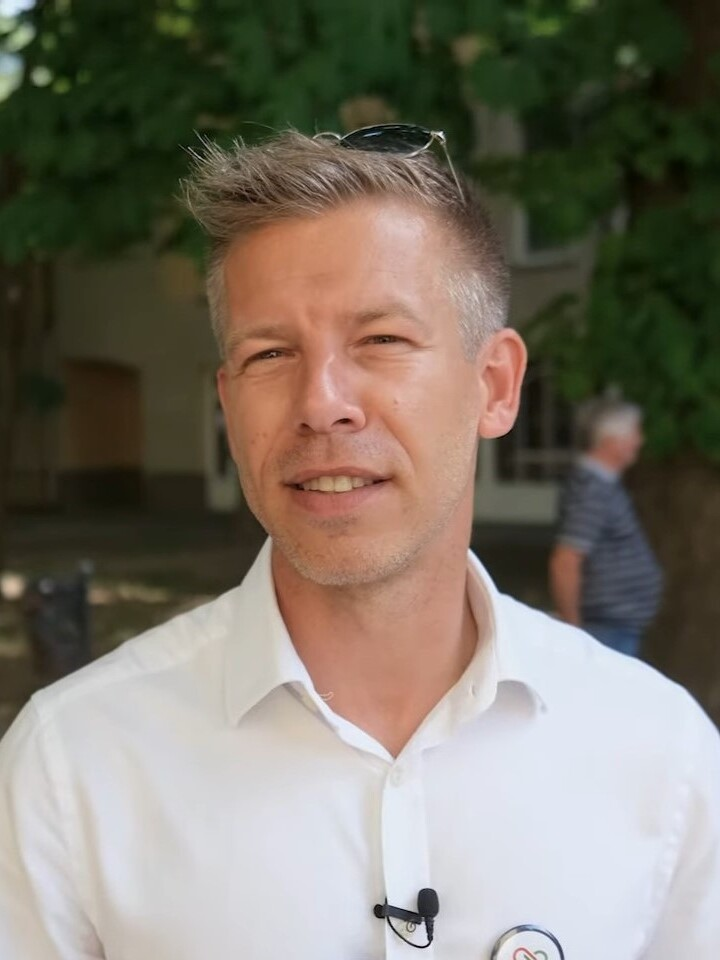
Magyar 2024

Péter Magyar ([ˈpeːtɛr ˈmɒɟɒr]; in ungarischer Reihenfolge Magyar Péter; * 16. März 1981 in Budapest) ist ein ungarischer Rechtsanwalt und Politiker. Er ist seit Juli 2024 Vorsitzender der Partei Tisztelet és Szabadság Párt sowie Mitglied des Europäischen Parlaments.

## Leben
Das ehemalige Mitglied der Regierungspartei Fidesz – Ungarischer Bürgerbund war seit 2006 mit Justizministerin Judit Varga verheiratet, mit der er drei Söhne hat. Noch während ihrer Amtszeit kündigten die Eheleute im März 2023 ihre Scheidung an.
Varga war seit April 2024 in den „Begnadigungsskandal“ involviert und trat zum 31. Juli 2024 zurück; damit zog sie die Konsequenzen aus ihrer Beteiligung an einer Begnadigung nach einem Kindesmissbrauchsskandal in Bicske.

## Politisches Wirken

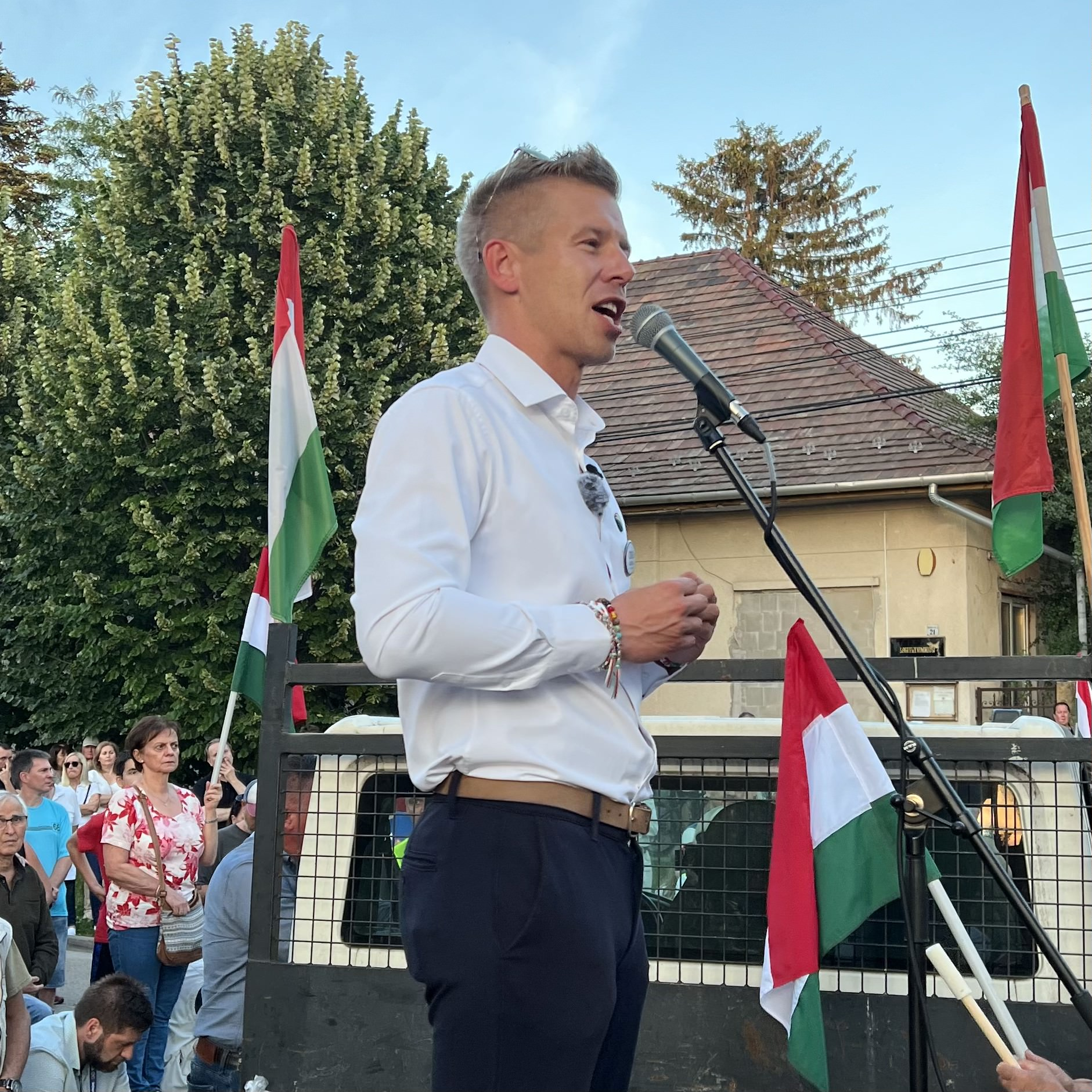
Magyar bei einer Wahlkampfveranstaltung am 2. Juni 2024.

Große Bekanntheit außerhalb seines Heimatlandes erreichte Magyar, indem er zu Demonstrationen gegen Regierungskorruption am 26. März und 6. April 2024 in Budapest aufrief, zu denen über 100.000 Teilnehmer kamen.
Seit April 2024 ist er stellvertretender Vorsitzender der Partei TISZA und ließ sie für die Europawahl 2024 und die kommenden Kommunalwahlen registrieren.
Unter Magyars Führung errang TISZA bei der Europawahl 2024 ca. 30 % der Wählerstimmen und 7 Sitze.
Im Oktober 2024 überholte TISZA als erste Partei Ungarns seit 18 Jahren die Regierungspartei FIDESZ von Ministerpräsident Viktor Orbán knapp in zwei Wahlumfragen.
Am 1. Januar 2025 forderte Magyar als Oppositionsführer vorgezogene Neuwahlen.